# Blastobasis ponticella
Blastobasis ponticella — вид лускокрилих комах родини бластобазид (Blastobasidae).

## Поширення
Вид поширений у Криму, на північному заході Кавказу, на Закавказзі.